# Pedro Taques
José Pedro Gonçalves Taques (Cuiabá, 15 de março de 1968) é um jurista, professor e político brasileiro filiado ao Progressistas (PP). Foi o 55° governador do Estado de Mato Grosso e senador pelo mesmo estado. Atualmente é advogado.

## Carreira jurídica
Taques graduou-se em Direito pela Universidade de Taubaté em 1992. Tornou-se, mediante concurso, procurador do Estado de São Paulo em 1993 e procurador da República em 1995. Como membro do Ministério Público Federal, oficiou em 12 estados brasileiros. Dentre as ações marcantes do então procurador da República, constam: a desarticulação de quadrilha que agia em toda a Amazônia Legal, no que ficou conhecido como caso Sudam[carece de fontes?]; as investigações que levaram à prisão de João Arcanjo Ribeiro, maior bicheiro do estado de Mato Grosso; e defesa da educação e saúde pública.[carece de fontes?]

## Carreira política
Em 23 de março de 2010, pediu exoneração do Ministério Público e se filiou ao PDT para disputar uma das duas vagas ao Senado Federal. Foi eleito com 708 402 votos juntamente com Blairo Maggi.
Nas eleições estaduais em Mato Grosso em 2014 candidatou-se pelo PDT a governador e foi eleito em 1º turno com 57,25% dos votos válidos.
Pedro Taques entregou carta pedindo desfiliação do partido PDT em 12 de agosto de 2015. Recebeu um convite de Aécio Neves para filiação ao PSDB, que foi oficializada em 29 de agosto.
Foi o 55º Governador de Mato Grosso.

## Desempenho em eleições
| Ano  | Eleição                    | Coligação                                                                                      | Partido       | Candidato a | Votos   | Resultado  |
| ---- | -------------------------- | ---------------------------------------------------------------------------------------------- | ------------- | ----------- | ------- | ---------- |
| 2010 | Estadual de Mato Grosso    | Mato Grosso Melhor Pra Você (PDT, PPS, PSB, PV)                                                | PDT           | Senador     | 708.440 | Eleito     |
| 2014 | Estadual de Mato Grosso    | Coragem e atitude para mudar (PDT, PP, PSDB, DEM, PTB, PSB, PPS, PSC, PV, PSDC, PRP, PSL, PRB) | PDT           | Governador  | 833.788 | Eleito     |
| 2018 | Estadual de Mato Grosso    | Segue em Frente Mato Grosso (PSDB, PSB, PRTB, PSL, PPS, DC, AVANTE, PATRI e SD)                | PSDB          | Governador  | 271.952 | Não Eleito |
| 2020 | Suplementar no Mato Grosso | Todos Somos Mato Grosso (Solidariedade, Cidadania)                                             | Solidariedade | Senador     | 71.368  | Não eleito |

## Vida pessoal
Foi casado com a Advogada Samira Martins até 2016, com quem teve uma filha Renata Taques.